# غي
غي (بالروسية: Гай) هي إحدى مدن روسيا في الكيان الفدرالي الروسي أورنبرغ أوبلاست.

## توأمة
لغي اتفاقيات توأمة مع:
- أديس أبابا